# Macaranga aetheadenia
Macaranga aetheadenia är en törelväxtart som beskrevs av Airy Shaw. Macaranga aetheadenia ingår i släktet Macaranga och familjen törelväxter. Inga underarter finns listade i Catalogue of Life.